# Choczewo
Choczewo (Duits: Chottschow) is een dorp in het Poolse woiwodschap Pommeren, in het district Wejherowski. De plaats maakt deel uit van de gemeente Choczewo en telt 1310 inwoners.